# Àcid docosanoic
L'àcid docosanoic (anomenat també, de forma no sistemàtica, àcid behènic) és un àcid carboxílic de cadena lineal amb vint-i-dos àtoms de carboni, la qual fórmula molecular és {\displaystyle {\ce {C22H44O2}}}. En bioquímica és considerat un àcid gras, i se simbolitza per C22:0.
A temperatura ambient és un sòlid cristal·lí de color crema que fon a 79,95–81,5 °C, bull a 306 °C a pressió de 60 mm de Hg, la seva densitat entre 4 i 100 °C és 0,8221 g/cm³ i té un índex de refracció d'1,4270 a 100 °C. És lleugerament soluble en acetona, etanol i dietilèter.

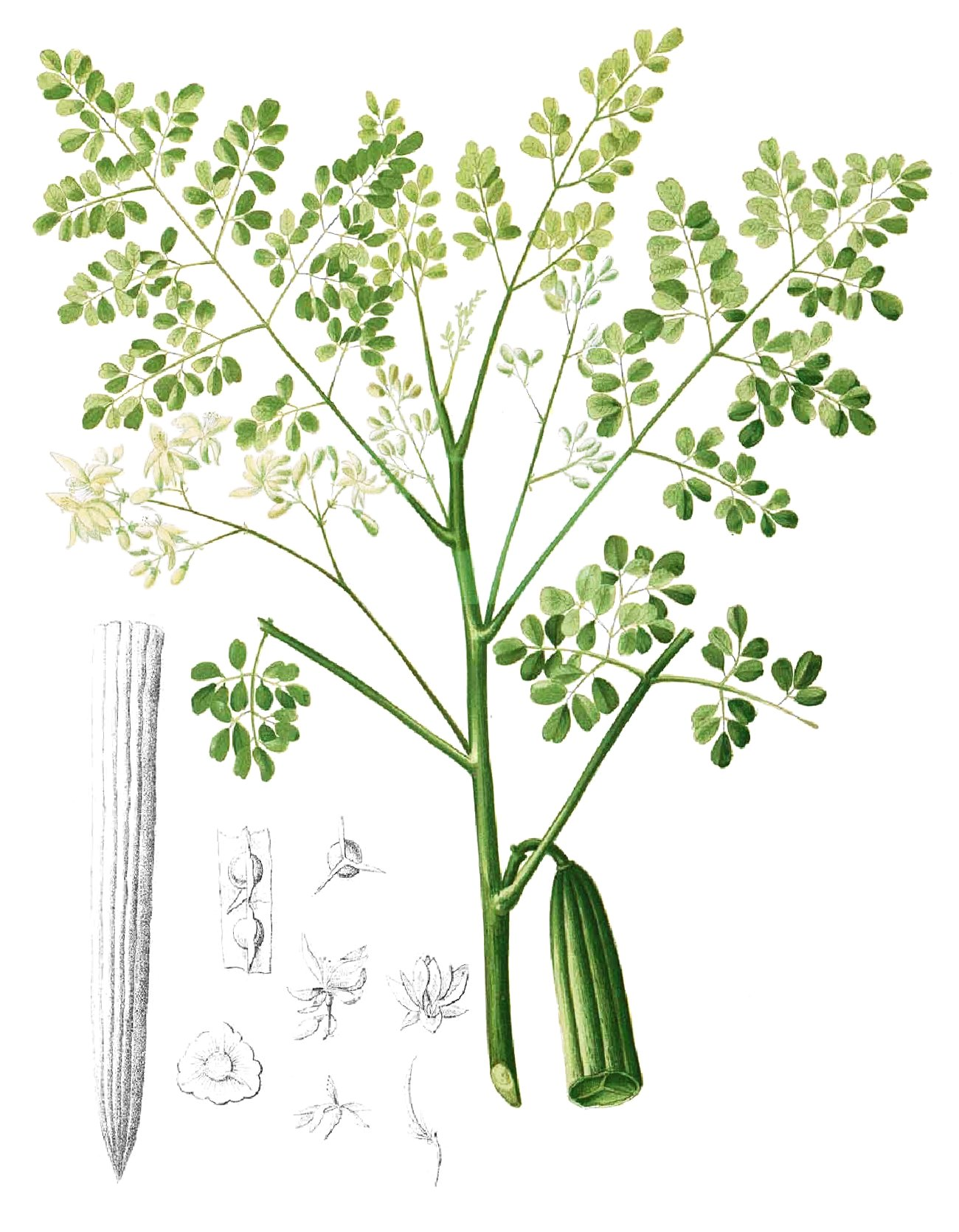
Fulles i fruit de la Moringa oleifera

L'àcid docosanoic s'ha trobat com a component natural minoritari de la majoria de greixos de llavors, greixos de llet d'animals i olis d'animals marins, i en grans quantitats d'oli de melmelada, oli de mostassa i oli de colza. És un component important (9 %) de l'oli de ben o behen, extret de les llavors de l'arbre Moringa oleifera. El nom "behenic" deriva de la muntanya persa Bahman, on es recolliren les llavors d'aquest arbre. La quantitat més alta en productes alimentaris es troba a l'oli de cacauet, 0,0325 % de la porció comestible. En l'oli de germen de blat i oli d'oliva hi ha 0,001 i 0,0009 % de la porció comestible, respectivament; la mantega de cacau conté 0,0128 % de la porció comestible. Està absent en la margarina.
Té una pressió de vapor estimada de 7,1 × 10-8 mmHg a 25 °C, la qual cosa indica que si es deixa exposat a l'aire, s'evaporarà. A l'atmosfera es degrada per reacció amb radicals hidroxil produïts de forma fotoquímica; la vida mitjana d'aquesta reacció a l'aire es calcula que són 14 hores. No conté cromòfors que absorbeixen a longituds d'ona majors de 290 nm i, per tant, no s'espera que siguin susceptibles a la fotòlisi directa a causa de la llum solar. El pKa estimat és de 4,7, el que indica que existirà gairebé íntegrament en forma d'anió en el medi ambient. Alliberat al sòl sofreix biodegradació.
L'àcid docosanoic s'empra en cosmètica, ceres, plastificants, productes químics i estabilitzadors. El seu consum produeix un augment de la concentració de colesterol en els humans. En cosmètica ajuda a proporcionar una barrera protectora contra el medi ambient per mantenir una bona qualitat de la pell. A la pell té propietats lubrificants, emol·lients i calmants, que ajuden a restaurar els olis naturals de la pell i millorar els nivells globals d'hidratació. S'utilitza habitualment per proporcionar un alleugeriment per a la pell seca i sensible.